# Chris Rosenberg
Chris Rosenberg, pseudonimo di Harvey Rosenberg, conosciuto anche con i nomi di Chris DeMeo e Christopher Rosalia (Canarsie, 6 ottobre 1950 – Brooklyn, 11 maggio 1979), è stato un mafioso statunitense affiliato alla famigerata banda capeggiata da Roy DeMeo, soldato della famiglia Gambino.
Il gruppo, attivo tra la metà degli anni ’70 e l’inizio degli anni ’80, è ritenuto responsabile di un numero di omicidi compreso tra 75 e 200. La fine di Rosenberg arrivò dopo un affare di droga fallito con un cartello cubano, dal quale aveva sottratto merce: per rimediare al danno e placare la vendetta dei cubani, fu lo stesso DeMeo a eliminarlo.

## Biografia
Chris Rosenberg crebbe a Canarsie, in un quartiere a forte presenza italo-americana. Frequentò la Samuel J. Tilden High School a East Flatbush, Brooklyn. Nonostante la regola ferrea della Mafia secondo cui solo gli italo-americani di sangue puro potevano essere "fatti" (made) - cioè ufficialmente accolti nell’organizzazione - Rosenberg pare fosse convinto che le sue capacità di guadagno e la sua disponibilità a uccidere gli avrebbero comunque aperto le porte della Cosa Nostra statunitense.
Si dice che non apprezzasse il suo cognome ebraico e preferisse farsi chiamare "Chris DeMeo", per rafforzare la propria identità legata al mondo mafioso italo-americano.

## Carriera criminale

### Gli inizi
La carriera criminale di Chris Rosenberg iniziò presto: a soli 13 anni cominciò a spacciare marijuana. Il suo primo arresto avvenne nel 1970, con l’accusa di furto d’auto: inizialmente incriminato per un reato grave, il caso fu poi ridimensionato a una semplice contravvenzione e Rosenberg se la cavò con la libertà vigilata, evitando il carcere. L'anno successivo, nel 1971, fu nuovamente arrestato per possesso di hashish e, nel 1972, venne fermato per il tentato furto di uno spazzaneve. In entrambi i casi, però, le accuse vennero archiviate.

### La banda DeMeo
Rosenberg stava ancora trafficando piccole quantità di marijuana e hashish quando, nel 1966, incontrò per la prima volta Roy DeMeo presso una stazione di servizio a Canarsie. Fu proprio DeMeo a reclutarlo per un nuovo giro di furti d’auto: le macchine rubate venivano poi piazzate grazie ai contatti che DeMeo aveva con i demolitori della zona. Rosenberg fu anche il primo tra i membri della futura banda a frequentare DeMeo al di fuori degli affari, partecipando a barbecue e incontri familiari nella casa del boss.
Grazie alla sua abilità con le auto e alla sua attività nascente nel traffico di droga, Rosenberg ottenne un certo successo e aprì una propria officina, la Car Phobia Repairs, che ben presto divenne un punto di riferimento per il traffico di veicoli rubati. Già nel 1972, aveva messo in piedi una squadra di amici che rubava auto per lui. Tra questi figuravano i cosiddetti Gemini Twins, Joseph Testa e Anthony Senter: fu proprio Rosenberg a presentarli a DeMeo, e i due sarebbero diventati colonne portanti della banda DeMeo. Testa e Senter, entrambi italo-americani di sangue puro, conoscevano Rosenberg fin dai tempi dell’adolescenza.

## L'omicidio di Andrei Katz
Nel 1974, a 23 anni, Chris Rosenberg ampliò i suoi traffici, iniziando a vendere cocaina e quaalude (sedativi molto richiesti all’epoca), sempre con l’appoggio di Roy DeMeo. La droga gli veniva fornita grazie ai contatti con un farmacista compiacente: la cocaina, in quegli anni, poteva ancora essere prescritta per usi medici. Fu proprio tramite questo farmacista che Rosenberg e i primi membri della banda DeMeo conobbero Andrei Katz, un giovane di 22 anni destinato a diventare, con ogni probabilità, la loro prima vittima di omicidio.
Quando Katz venne arrestato per aver acquistato un’auto rubata dal gruppo, cercò di tirarsi fuori dai guai scaricando la colpa su Rosenberg. La tensione presto degenerò: Katz fu prelevato con la forza dalla sua auto, brutalmente picchiato da due uomini e finì in ospedale. In tribunale, suo fratello Victor testimoniò che Andrei gli aveva detto che i responsabili erano Joseph Testa e Anthony Senter, gli amici d’infanzia di Rosenberg. Sempre secondo la testimonianza, Katz - ancora in ospedale - giurò di volersi vendicare di Chris e degli altri.
La vendetta arrivò il 13 novembre 1974: Rosenberg, aprendo la saracinesca della sua officina, fu colpito da tre proiettili sparati con un fucile automatico. Sopravvisse miracolosamente: un colpo lo ferì alla mandibola, un altro al braccio e un terzo, diretto al petto, lo sfiorò soltanto. Furioso e sfigurato, Rosenberg si sottopose a un intervento di ricostruzione facciale, ma da quel giorno cominciò a portare la barba per nascondere le cicatrici. Il tiratore non fu mai identificato, ma per Rosenberg e il resto della banda il mandante era chiaro: Andrei Katz. Mentre Rosenberg giaceva ancora in ospedale, DeMeo radunò i suoi uomini: fu deciso che Katz doveva morire. Eliminare Katz direttamente, però, venne ritenuto troppo rischioso dopo l’escalation di violenze. Fu allora che un nuovo membro della crew, Henry Borelli, propose un piano: usare una donna, sua conoscente, per attirare Katz in una trappola.
Il piano scattò il 13 giugno 1975. Katz, convinto di andare a un appuntamento galante, fu rapito da Rosenberg, Borelli, Testa e Senter e portato nel reparto macelleria di un supermercato, dove ad attenderlo c’era DeMeo. Quella notte segna l’esordio documentato della banda DeMeo nell’omicidio con distruzione di cadavere. Sebbene i racconti diretti manchino, le testimonianze successive e i resti ritrovati permisero alla polizia e allo scrittore Jerry Capeci di ricostruire l’evento: Katz fu pugnalato ripetutamente al cuore, presumibilmente da Rosenberg in cerca di vendetta. Anche dopo la morte, Katz fu accoltellato altre volte alla schiena, ancora una volta attribuito a Rosenberg. Poi il corpo fu spogliato, smembrato e decapitato, probabilmente da DeMeo e Testa, entrambi ex apprendisti macellai. Infine, la testa fu schiacciata con una pressa industriale, presumibilmente da Rosenberg stesso. Il corpo era talmente irriconoscibile che fu necessario ricorrere alle cartelle dentali per confermare l’identità di Katz.
La donna complice di Borelli confessò poco dopo, ma non riuscì a identificare formalmente Rosenberg. Borelli e Testa furono arrestati e trascorsero mesi in carcere in attesa del processo, che si concluse con un’assoluzione nel gennaio del 1976. Tuttavia, il caso riemerse negli anni ’80, quando una task force federale mise nel mirino la banda DeMeo.
Dominick Montiglio, nipote di Anthony Gaggi (superiore di DeMeo nella famiglia Gambino), testimoniò anni dopo che Rosenberg gli aveva raccontato l’omicidio di Katz subito dopo i fatti. Montiglio aggiunse che, da quel momento, la banda decise che ogni futuro conflitto sarebbe stato risolto con lo stesso metodo brutale: distruggere i corpi per farli sparire senza lasciare tracce.

## Metodo Gemini
Per il resto degli anni ’70, Chris Rosenberg e il resto della banda DeMeo continuarono a macchiarsi di numerosi altri omicidi. Le vittime comprendevano sospetti informatori e altri mafiosi che DeMeo e i suoi uomini venivano ingaggiati per eliminare. Dominick Montiglio, che frequentava spesso DeMeo per ritirare i pagamenti destinati a Anthony Gaggi, dichiarò in un’intervista che, se la crew non uccideva almeno tre persone a settimana, entrava in uno stato di depressione. Alcuni corpi venivano lasciati in bella vista, colpiti a morte e abbandonati, ma la maggior parte degli omicidi seguiva un rituale brutale passato alla storia come il "Metodo Gemini". Il nome deriva dal Gemini Lounge, quartier generale della banda per quasi tutto il decennio.
Il Metodo Gemini era spietato ma efficiente. La vittima veniva invitata nell’appartamento sul retro del locale, che i membri chiamavano "The Clubhouse". A quel punto, secondo le testimonianze del pentito Frederick DiNome, era quasi sempre lo stesso DeMeo a sparare alla testa della vittima con una pistola silenziata. Subito dopo, avvolgeva un asciugamano intorno alla ferita, a mo’ di turbante, per contenere il sangue. Quasi simultaneamente, un altro membro - spesso Rosenberg - colpiva il cuore con una coltellata, per bloccare la circolazione sanguigna e ridurre ulteriori perdite. Quando la vittima era ormai morta, il cadavere veniva trascinato nella vasca da bagno e appeso per qualche tempo, così che il sangue potesse defluire e coagulare, facilitando il passo successivo: lo smembramento. I resti venivano poi imbustati, inscatolati e smaltiti, spesso nella discarica di Fountain Avenue a Brooklyn o in altri luoghi simili.
Secondo tutti i membri della banda che poi collaborarono con la giustizia, durante il periodo in cui Rosenberg era vivo, era sempre lui a infliggere la coltellata finale al cuore dopo il colpo di pistola. Questi stessi testimoni raccontano anche che Rosenberg preferiva eseguire le coltellate e lo smembramento indossando solo i boxer o la biancheria intima, per non macchiare gli abiti costosi di cui andava fiero.
Altre vittime della banda furono semplicemente uccise e i loro corpi abbandonati in luoghi vicini, senza particolari precauzioni. Le ragioni degli omicidi variavano, ma spesso erano legate alla collaborazione con la polizia o a tradimenti nel traffico di droga, un settore in cui Rosenberg era pesantemente coinvolto nella seconda metà degli anni ’70.
Un caso esemplare fu quello di Kevin Guelli: Rosenberg gli aveva affidato della cocaina da vendere a clienti che Guelli sosteneva di avere. Quando Chris tornò a chiedere il pagamento, Guelli raccontò di essere stato derubato in casa e di aver perso la merce. Rosenberg, secondo i racconti, non esitò: lo uccise all’istante. Un altro uomo, coinvolto in un affare di marijuana finito male, fu ritrovato morto, colpito da arma da fuoco e abbandonato nel bagagliaio di un’auto, dopo aver cercato - pare - di truffare Rosenberg.

## La "Crisi Cubana"
Alla fine degli anni ’70, Chris Rosenberg aveva costruito una vita agiata grazie al traffico di droga e alle attività criminali portate avanti con la banda DeMeo. Viveva in un quartiere benestante e, nel tempo libero, si stava preparando per ottenere il brevetto da pilota. Era anche proprietario di diverse attività commerciali, tra cui una pizzeria e la sua storica officina meccanica. La sua influenza nel traffico di stupefacenti era cresciuta notevolmente: importava marijuana dalla Colombia e gestiva grandi partite di cocaina. Considerato il braccio destro di Roy DeMeo, durante le trattative con i narcotrafficanti usava spesso il nome "Chris DeMeo". Roy era diventato per lui una sorta di figura paterna.
Nel 1979, Rosenberg si recò in Florida per organizzare un grosso carico di cocaina con Charles Padnick, un usuraio cliente di DeMeo che era entrato nel giro della droga per ripagare i debiti. Padnick mise Rosenberg in contatto con William Serrano, un cubano legato a due potenti trafficanti dell’isola noti solo come "Pepon" e "El Negro". Serrano, dopo l’incontro con Rosenberg (che si presentò appunto come Chris DeMeo), riferì ai suoi soci che c'era un gruppo di italiani interessati a comprare una grossa partita di droga. L’affare fu organizzato rapidamente, ma Rosenberg non fu mai messo a conoscenza della reale provenienza della merce.
Poco dopo, un gruppo di quattro persone - Padnick, Serrano, e la cugina e la fidanzata del contatto cubano "El Negro" - volarono a New York per concludere l’accordo. Tuttavia, nel giro di poche ore dal loro arrivo, furono tutti uccisi, smembrati e fatti sparire da Rosenberg e altri membri della crew. Quella stessa notte, Rosenberg si presentò in ospedale con ferite da arma da fuoco alla mano e alla testa, segno che il gruppo aveva probabilmente cercato di reagire prima di essere sopraffatto. Quando "El Negro" non ricevette la chiamata di conferma dal cugino o dalla fidanzata, capì che qualcosa era andato storto. Tentò di ottenere informazioni tramite Jamie Padnick, il figlio di Charles, che volò a New York pochi giorni dopo. Anche lui però sparì nel nulla, ucciso e smembrato nello stesso modo dagli uomini di DeMeo.
L’unico indizio rimasto ai cubani era il nome "Chris DeMeo" e la città di New York. Tramite contatti nella metropoli, riuscirono a risalire fino a Roy DeMeo e alla famiglia Gambino. Dominick Montiglio, nipote del boss Anthony Gaggi e futuro collaboratore di giustizia, raccontò che fu incaricato di fare da tramite tra il cartello cubano e i Gambino. "El Negro" fu chiaro: se Chris Rosenberg fosse stato ucciso, la faida si sarebbe chiusa. Ma l'omicidio doveva finire sui giornali, altrimenti non l’avrebbero mai ritenuto credibile. DeMeo, che ricevette l'ordine di eliminare Rosenberg dai suoi superiori, esitò per settimane, legato com’era da un profondo rapporto personale con lui. Ma la pazienza dei cubani finì presto: inviarono a New York un gruppo di sicari e minacciarono ritorsioni sanguinose se Rosenberg non fosse stato eliminato immediatamente.
Nel pieno della tensione fra la famiglia Gambino e il cartello, DeMeo si rese protagonista del suo omicidio più sconsiderato e pubblico: scambiò un ragazzo per un sicario cubano. La vittima, Dominick Ragucci, era in realtà un diciannovenne che si stava pagando gli studi universitari vendendo aspirapolvere porta a porta. DeMeo, vedendolo parcheggiato davanti casa sua, lo scambiò per un killer e lo inseguì in un folle inseguimento in auto, che si concluse con la morte del ragazzo dopo che il suo veicolo si era fermato. Dopo questo tragico errore, Anthony Gaggi convocò DeMeo e gli impose di smetterla di tergiversare: doveva uccidere Rosenberg senza ulteriori ritardi, prima che altri innocenti perdessero la vita.

## Morte
Secondo le testimonianze, Rosenberg non fu mai informato della questione cubana e non aveva alcun motivo di sospettare che la sua vita fosse in pericolo. L'11 maggio 1979 si recò come di consueto alla riunione serale con Roy DeMeo e il resto della banda. Mentre era seduto al tavolo con i suoi compagni, DeMeo estrasse una pistola da un sacchetto di carta poggiato sul tavolo e sparò a Rosenberg alla testa, ferendolo gravemente ma senza ucciderlo. Quando Rosenberg si rialzò barcollando e si inginocchiò, Anthony Senter si alzò e gli sparò altri quattro colpi alla testa, uccidendolo.
Il corpo di Rosenberg fu poi sistemato nella sua auto, che venne parcheggiata in una strada vicino al Gateway National Recreation Area di New York. Successivamente, un altro membro della banda, Frederick DiNome, passò con l'auto accanto al veicolo mentre Henry Borelli lo crivellava di colpi con un mitra, per rendere l’omicidio così plateale da assicurarsi che venisse riportato dai giornali locali. Questo servì a fornire ai cubani la prova dell'esecuzione e a placare le tensioni. Alcuni testimoni affermano che DeMeo, negli anni successivi, espresse un autentico rimorso per aver dovuto eliminare Rosenberg.
I membri della banda di DeMeo furono sospettati dell’omicidio, ma all’epoca mancavano prove sufficienti per incriminarli. Tuttavia, anni dopo, il delitto fu incluso in una lunga lista di accuse presentate nell’ambito di un’indagine del 1984 contro i membri superstiti della banda, grazie alle testimonianze di collaboratori di giustizia che rivelarono numerosi dettagli sulle loro attività criminali. Durante il processo del 1988, Dominick Montiglio e Vito Arena testimoniarono collegando gli ultimi membri del gruppo DeMeo all’uccisione di Rosenberg. Nel 1989, gli imputati furono condannati e Joseph Testa e Anthony Senter - gli unici membri della banda ancora vivi e non già incarcerati - vennero condannati all’ergastolo.